# Castellanus

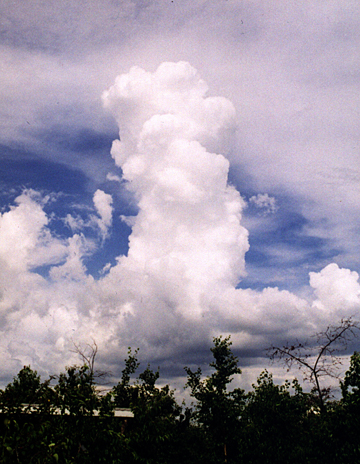
Castellanus

Castellanus (česky věžovitý nebo cimbuřovitý, zkratka cas) je jeden z oblačných tvarů. Může se vyskytovat u oblaků cirrus, cirrocumulus, altocumulus a stratocumulus.

## Vzhled
Castellanus je oblak s vertikálními výstupky ve tvaru věží, které jsou vyšší než širší.

## Vznik
Tvar castallanus vzniká kombinací radiačního vyzařování určité vrstvy vzduchu a termické konvekce. Když se určitá vrstva vzduchu radiačně ochladí, dojde ke kondenzaci vodní páry a vzniká základní oblak. Pokud je v místě vzniku oblaku instabilní zvrstvení atmosféry, v oblaku se utvoří termické vstoupavé proudy, které jsou odpovědné za vznik výstupků.